# Nhà giao dịch chứng khoán

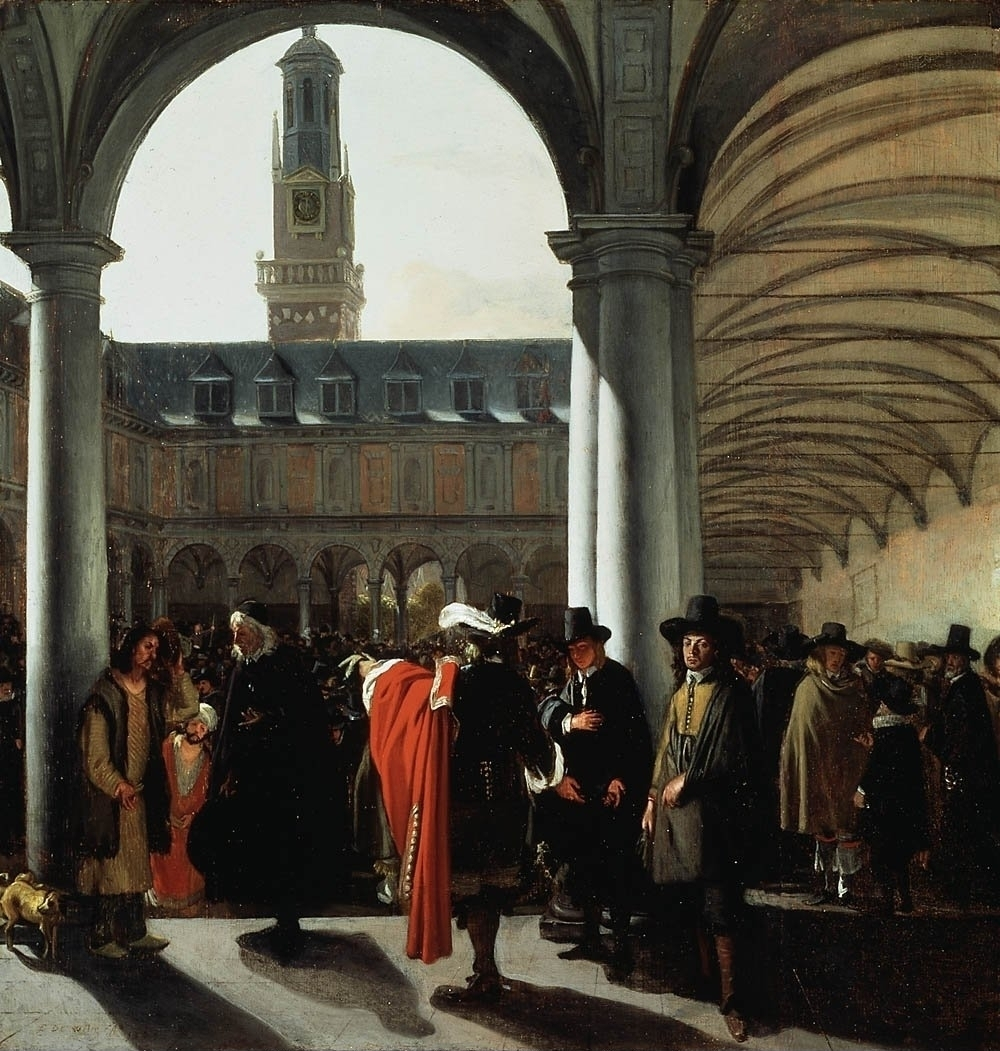
Sân của Sở giao dịch chứng khoán Amsterdam (Beurs van Hendrick de Keyser) của Emanuel de Witte, 1653. Quá trình mua và bán cổ phiếu của VOC (trên Sàn giao dịch chứng khoán Amsterdam) đã trở thành nền tảng của thị trường chứng khoán chính thức đầu tiên trên thế giới.

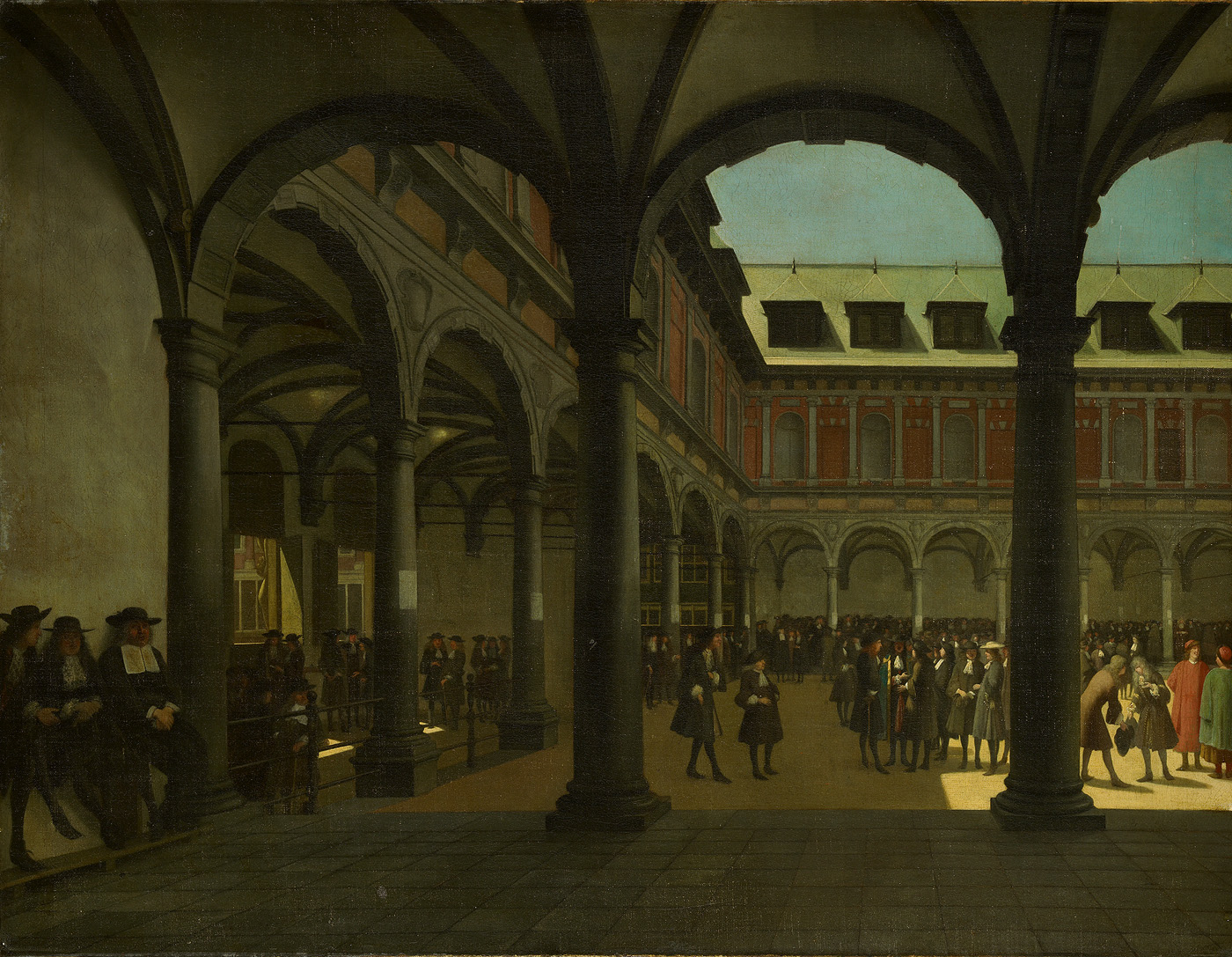
Sân của Sở giao dịch chứng khoán Amsterdam (Beurs van Hendrick de Keyser ở Hà Lan). Hoạt động giao dịch chứng khoán, như chúng ta biết ngày nay, ban đầu là một kỹ thuật đầu tư của Hà Lan thế kỷ 17.

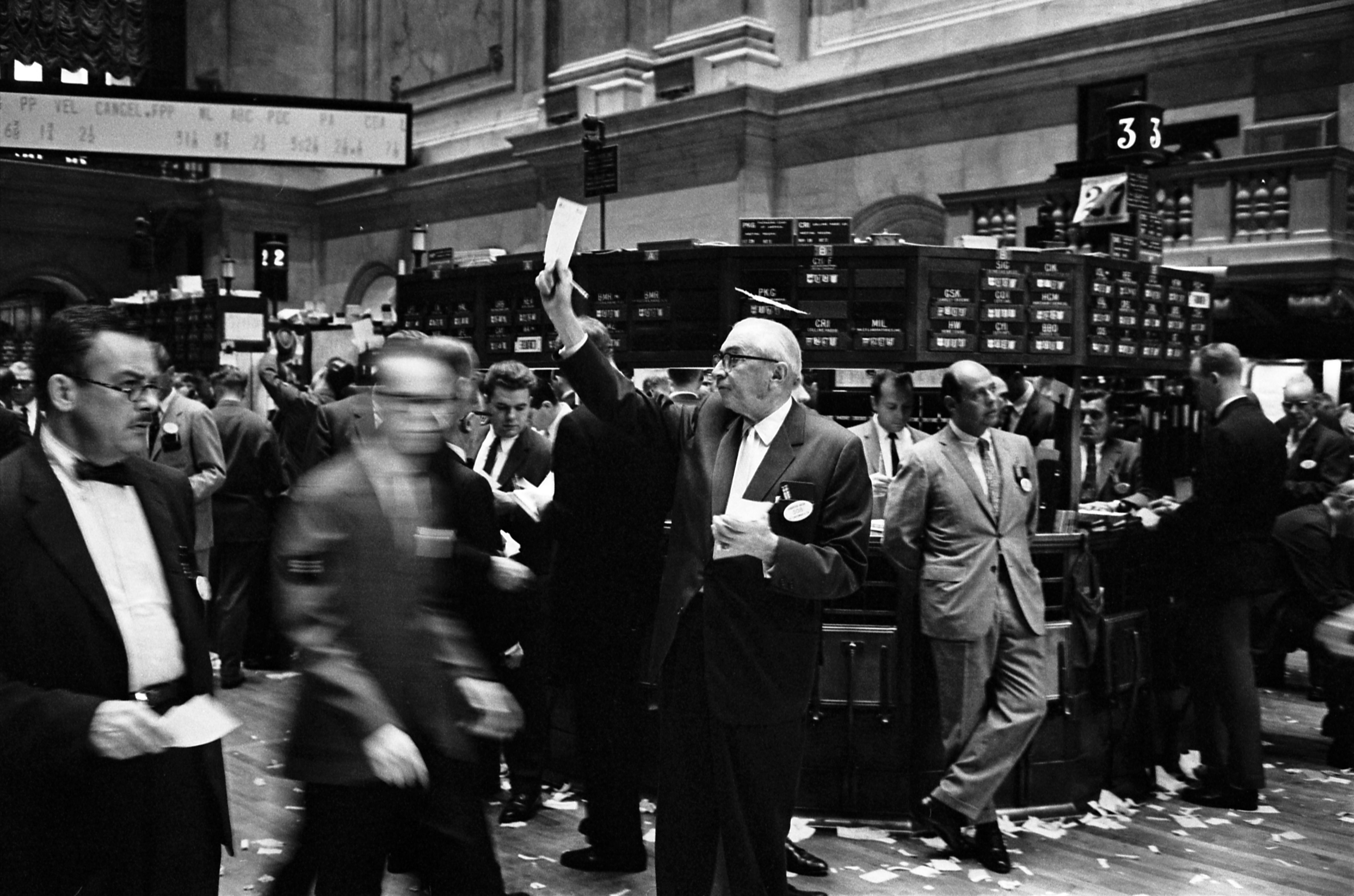
Hình ảnh lịch sử của các người giao dịch chứng khoán và môi giới chứng khoán trong sàn giao dịch của Sở giao dịch chứng khoán New York (1963)

Nhà giao dịch chứng khoán hoặc người giao dịch cổ phiếu hoặc người giao dịch cổ phiếu là một người hoặc công ty liên quan đến giao dịch chứng khoán vốn. Nhà giao dịch chứng khoán có thể là một đại lý, hedger, chênh lệch giá, đầu cơ, môi giới chứng khoán. Giao dịch vốn cổ phần như vậy trong các công ty giao dịch công khai lớn có thể thông qua một trong những sàn giao dịch chứng khoán lớn, chẳng hạn như Sở giao dịch chứng khoán New York hoặc Sở giao dịch chứng khoán Luân Đôn, phục vụ như đấu giá được quản lý cho giao dịch chứng khoán. Cổ phiếu trong các công ty đại chúng nhỏ hơn được mua và bán tại các thị trường không kê đơn (OTC).
Giao dịch cổ phiếu có thể được thực hiện bởi chủ sở hữu của cổ phiếu hoặc bởi một đại lý được ủy quyền mua và bán thay mặt cho chủ sở hữu của cổ phiếu. Giao dịch độc quyền là mua và bán cho lợi nhuận hoặc thua lỗ của chính người giao dịch. Trong trường hợp này, hiệu trưởng là chủ sở hữu của cổ phiếu. Đại lý giao dịch là mua và bán bởi một đại lý, thường là một nhà môi giới chứng khoán, thay mặt cho một khách hàng. Đại lý được trả tiền hoa hồng để thực hiện giao dịch.
Các sàn giao dịch chứng khoán lớn có các nhà tạo lập thị trường giúp hạn chế sự thay đổi giá (biến động) bằng cách mua và bán cổ phiếu của một công ty cụ thể thay mặt họ và cũng thay mặt cho các khách hàng khác.

## Giao dịch chứng khoán như một nghề / nghề nghiệp

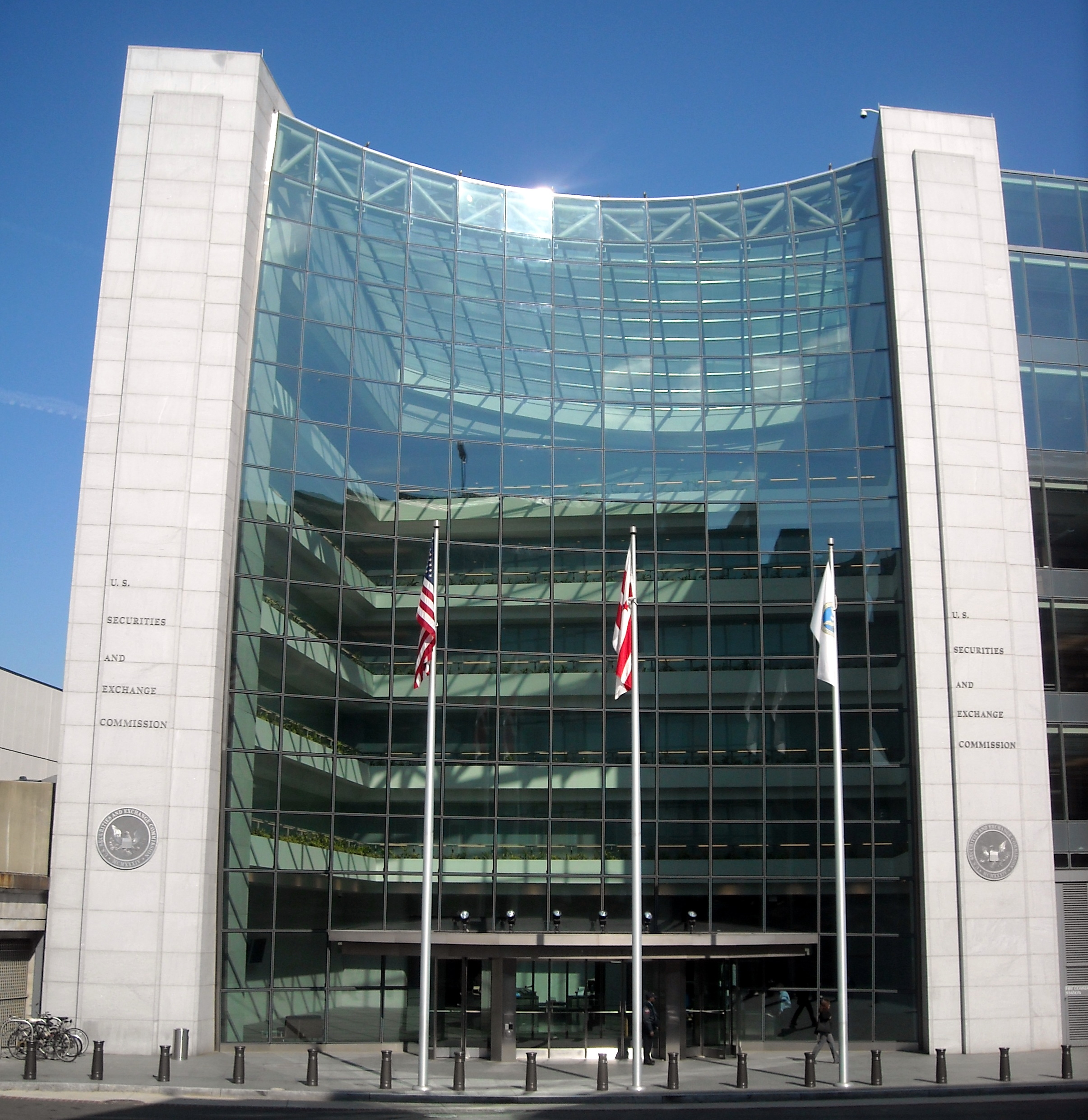
Trụ sở Ủy ban Chứng khoán và Giao dịch Hoa Kỳ tại Washington, DC

Nhà giao dịch chứng khoán tư vấn cho các cổ đông và giúp quản lý danh mục đầu tư. Nhà giao dịch chứng khoán tham gia mua và bán trái phiếu, cổ phiếu, tương lai và cổ phiếu trong các quỹ phòng hộ. Một nhà giao dịch chứng khoán cũng tiến hành nghiên cứu và quan sát sâu rộng về cách thức thị trường tài chính thực hiện. Điều này được thực hiện thông qua nghiên cứu kinh tế và vi mô; do đó, các nhà giao dịch chứng khoán tiên tiến hơn sẽ đi sâu vào kinh tế vĩ mô và phân tích kỹ thuật cụ thể của ngành để theo dõi tài sản hoặc hiệu suất của công ty. Các nhiệm vụ khác của một nhà giao dịch chứng khoán bao gồm so sánh phân tích tài chính với quy định hiện tại và tương lai của nghề nghiệp của người đó.
Các nhà giao dịch chứng khoán chuyên nghiệp làm việc cho một công ty tài chính, được yêu cầu hoàn thành một đợt thực tập tối đa bốn tháng trước khi tham gia trong lĩnh vực nghề nghiệp của họ. Ví dụ, tại Hoa Kỳ, thực tập được theo dõi bằng cách tham gia và vượt qua kỳ thi 63 hoặc 65 của Cơ quan quản lý ngành tài chính. Các nhà giao dịch chứng khoán vượt qua chứng tỏ sự quen thuộc với các quy tắc và quy định tuân thủ của Ủy ban Chứng khoán và Giao dịch Hoa Kỳ (SEC). Các nhà giao dịch chứng khoán có kinh nghiệm thường có được bốn năm trong lĩnh vực tài chính, kế toán hoặc kinh tế sau khi được cấp phép. Vị trí giám sát như một thương nhân thường có thể yêu cầu MBA để phân tích thị trường chứng khoán hiện đại.
Cục Thống kê Lao động Hoa Kỳ (BLS)  báo cáo rằng tăng trưởng cho các nhà giao dịch chứng khoán và hàng hóa được dự báo sẽ lớn hơn 21% trong giai đoạn 2006-2016. Trong giai đoạn đó, các nhà giao dịch chứng khoán sẽ được hưởng lợi từ các xu hướng được thúc đẩy bởi lương hưu của những người bùng nổ trẻ em và họ giảm sự phụ thuộc vào An sinh xã hội. Trái phiếu kho bạc Mỹ cũng sẽ được giao dịch trên cơ sở biến động hơn. Các nhà giao dịch chứng khoán chỉ tham gia vào lĩnh vực này phải chịu đựng vì có rất ít vị trí cấp nhập cảnh tồn tại. Mặc dù tham gia vào lĩnh vực nghề nghiệp này rất cạnh tranh, việc tăng quyền sở hữu cổ phiếu và quỹ tương hỗ thúc đẩy sự phát triển nghề nghiệp đáng kể của các thương nhân. Các ngân hàng cũng cung cấp nhiều cơ hội hơn cho những người có phương tiện trung bình để đầu tư và đầu cơ vào cổ phiếu. BLS báo cáo rằng các nhà giao dịch chứng khoán có thu nhập trung bình hàng năm là 68.500 đô la. Những người giao dịch có kinh nghiệm về cổ phiếu và quỹ tương hỗ có khả năng kiếm được hơn $ 145,600 mỗi năm.

### Rủi ro và các chi phí khác

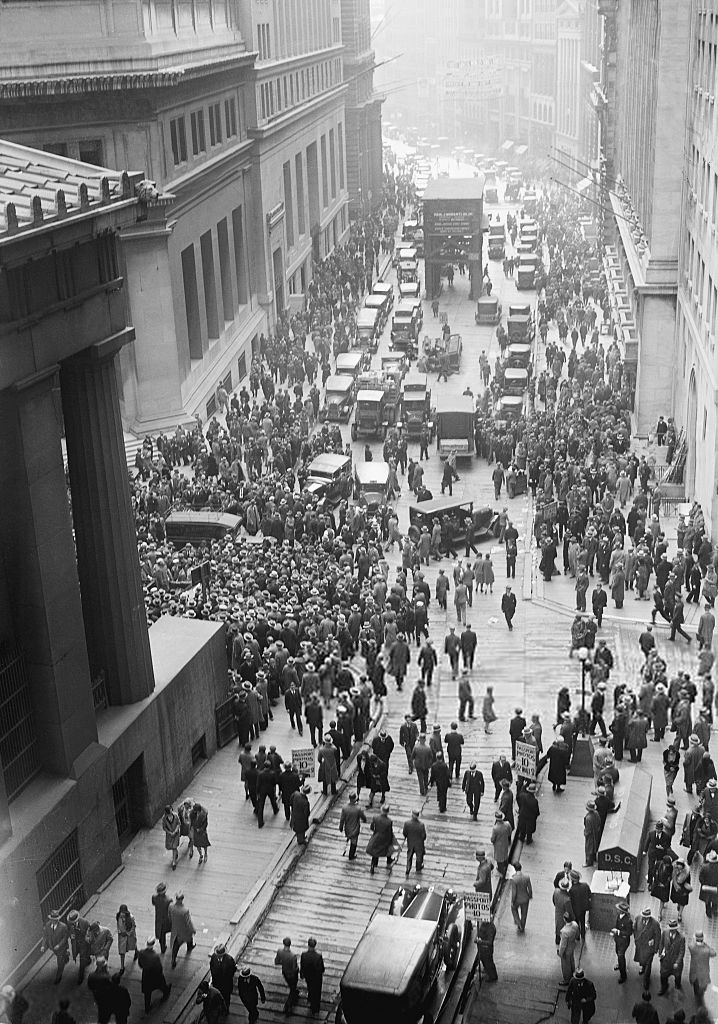
Đám đông tụ tập trên Phố Wall sau vụ sụp đổ Phố Wall năm 1929

Trái ngược với một nhà môi giới chứng khoán, một chuyên gia sắp xếp các giao dịch giữa người mua và người bán và nhận được một khoản hoa hồng được đảm bảo cho mỗi giao dịch được thực hiện, một nhà giao dịch chuyên nghiệp có thể có một đường cong học tập dốc và sự nghiệp dựa trên hiệu quả cạnh tranh cực cao của anh ta / cô ta, đặc biệt là trong các vụ tai nạn thị trường chứng khoán tổng quát. Hoạt động giao dịch trên thị trường chứng khoán có mức độ rủi ro, sự không chắc chắn và phức tạp cao đáng kể, đặc biệt đối với các nhà giao dịch / nhà đầu tư chứng khoán thiếu kinh nghiệm và thiếu kinh nghiệm đang tìm kiếm một cách dễ dàng để kiếm tiền nhanh chóng. Ngoài ra, hoạt động giao dịch không miễn phí. Nhà đầu cơ / nhà đầu tư chứng khoán phải đối mặt với một số chi phí như hoa hồng, thuế và phí phải trả cho môi giới và các dịch vụ khác, như các lệnh mua / bán được đặt tại sàn giao dịch chứng khoán. Tùy thuộc vào bản chất của từng luật pháp quốc gia hoặc tiểu bang có liên quan, một lượng lớn nghĩa vụ tài khóa phải được tôn trọng và thuế được tính bởi các khu vực pháp lý đối với các giao dịch, cổ tức và lãi vốn nằm trong phạm vi của chúng. Tuy nhiên, các nghĩa vụ tài khóa này sẽ thay đổi từ quyền tài phán sang quyền tài phán. Trong số các lý do khác, có thể có một số trường hợp thuế đã được đưa vào giá cổ phiếu thông qua các luật khác nhau mà các công ty phải tuân thủ trong các khu vực pháp lý tương ứng của họ; hoặc rằng hoạt động thị trường chứng khoán miễn thuế là hữu ích để thúc đẩy tăng trưởng kinh tế. Ngoài các chi phí này là chi phí cơ hội về tiền bạc và thời gian, rủi ro tiền tệ, rủi ro tài chính và Internet, dữ liệu và dịch vụ của hãng tin và chi phí tiêu thụ điện, tất cả đều phải được tính.

#### Trường hợp đáng chú ý
Jérôme Kerviel (Société Générale) và Kweku Adoboli (UBS), hai Nhà giao dịch chứng khoán giả mạo, làm việc trong cùng một loại vị trí, Một bàn Delta One - một bàn nơi phái sinh được giao dịch, chứ không phải cổ phiếu đơn lẻ hoặc trái phiếu. Các loại hoạt động này tương đối đơn giản và thường dành cho các nhà giao dịch mới làm quen với các quỹ giao dịch trao đổi (ETF), các sản phẩm tài chính bắt chước hiệu suất của một chỉ số (nghĩa là tăng hoặc giảm). Vì chúng dễ sử dụng, chúng tạo điều kiện cho đa dạng hóa danh mục đầu tư thông qua việc mua lại các hợp đồng được hỗ trợ bởi chỉ số chứng khoán hoặc ngành (ví dụ: hàng hóa). Hai thương nhân đã rất quen thuộc để kiểm soát các thủ tục. Họ làm việc tại văn phòng hỗ trợ, cơ quan hành chính của ngân hàng kiểm soát sự thường xuyên của hoạt động, trước khi chuyển sang giao dịch. Theo báo cáo của Tổng thanh tra của Hiệp hội Genere, năm 2005 và 2006, Kerviel đã "dẫn đầu" bằng cách nắm giữ các vị trí 100 đến 150 triệu euro trên cổ phiếu của Solarworld AG được niêm yết tại Đức. Hơn nữa, "giao dịch trái phép" của Kweku Adoboli, tương tự như Kerviel, đã không quay trở lại một chặng đường dài. Adoboli đã thực hiện các hoạt động kể từ tháng 10 năm 2008 - thất bại và bắt giữ sau đó xảy ra vào năm 2011 

## Phương pháp luận
Nhà đầu cơ chứng khoán và nhà đầu tư thường cần một nhà môi giới chứng khoán như ngân hàng hoặc công ty môi giới để tiếp cận thị trường chứng khoán. Kể từ khi ra đời của Internet banking, kết nối Internet thường được sử dụng để quản lý các vị trí. Sử dụng Internet, phần mềm chuyên dụng và máy tính cá nhân, các nhà đầu cơ / nhà đầu tư chứng khoán sử dụng phân tích kỹ thuật và cơ bản để giúp họ đưa ra quyết định. Họ có thể sử dụng một số tài nguyên thông tin, một số trong đó là kỹ thuật nghiêm ngặt. Sử dụng các điểm mấu chốt được tính toán từ giao dịch của ngày hôm trước, họ cố gắng dự đoán các điểm mua và bán của phiên giao dịch của ngày hiện tại. Những điểm này đưa ra một gợi ý cho các nhà đầu cơ, về việc giá sẽ đi về đâu trong ngày, nhắc nhở mỗi nhà đầu cơ nên tham gia giao dịch của mình và nơi để thoát. Một công cụ được thêm vào cho công cụ chọn chứng khoán là việc sử dụng "màn hình chứng khoán". Màn hình chứng khoán cho phép người dùng nhập các thông số cụ thể, dựa trên các điều kiện kỹ thuật và/hoặc cơ bản, mà họ cho là mong muốn. Lợi ích chính liên quan đến màn hình chứng khoán là khả năng trả lại một nhóm nhỏ cổ phiếu để phân tích thêm, trong số hàng chục ngàn, phù hợp với yêu cầu được yêu cầu. Có sự chỉ trích về tính hợp lệ của việc sử dụng các chỉ số kỹ thuật này trong phân tích và nhiều nhà đầu cơ chứng khoán chuyên nghiệp không sử dụng chúng.   Nhiều nhà đầu cơ chứng khoán và nhà đầu tư chứng khoán toàn thời gian, cũng như hầu hết những người khác về tài chính, theo truyền thống có một nền giáo dục và đào tạo chính thức trong các lĩnh vực như kinh tế, tài chính, toán học và khoa học máy tính, có thể đặc biệt liên quan đến điều này Nghề nghiệp - vì giao dịch chứng khoán không phải là một khoa học chính xác, nói chung giá cổ phiếu có một hành vi ngẫu nhiên hoặc hỗn loạn  và không có kỹ thuật nào được chứng minh để giao dịch cổ phiếu có lợi nhuận, mức độ hiểu biết trong các lĩnh vực đó cuối cùng là không thể bỏ qua.

## Chọn cổ phiếu

### Giả thuyết thị trường hiệu quả

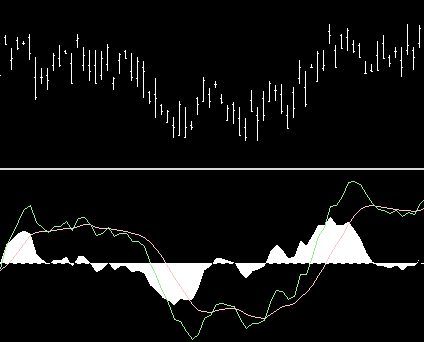
Phân tích kỹ thuật là việc sử dụng các mẫu và dữ liệu đồ họa và phân tích để cố gắng dự đoán giá cả trong tương lai.

Mặc dù nhiều công ty cung cấp các khóa học về chọn cổ phiếu, và nhiều chuyên gia báo cáo thành công thông qua phân tích kỹ thuật và phân tích cơ bản, nhiều nhà kinh tế và học giả cho rằng vì giả thuyết thị trường hiệu quả (EMH) không chắc rằng bất kỳ phân tích nào có thể giúp nhà đầu tư thực hiện bất kỳ lợi nhuận trên thị trường chứng khoán chính nó. Trong phân phối của các nhà đầu tư, nhiều học giả tin rằng những người giàu nhất chỉ đơn giản là những người vượt trội trong phân phối như vậy (tức là trong một trò chơi may rủi, họ đã lật đầu hai mươi lần liên tiếp). Khi tiền được đưa vào thị trường chứng khoán, nó được thực hiện với mục đích tạo ra lợi nhuận từ vốn đầu tư. Nhiều nhà đầu tư cố gắng không chỉ để kiếm được lợi nhuận, mà còn để vượt trội hơn, hoặc đánh bại thị trường. Tuy nhiên, hiệu quả thị trường - vô địch trong EMH được xây dựng bởi Eugene Fama vào năm 1970, cho thấy rằng tại bất kỳ thời điểm nào, giá phản ánh đầy đủ tất cả thông tin có sẵn trên một cổ phiếu và/hoặc thị trường cụ thể.
Do đó, theo EMH, không có nhà đầu tư nào có lợi thế trong việc dự đoán lợi nhuận của giá cổ phiếu vì không ai có quyền truy cập vào thông tin chưa có sẵn cho mọi người khác. Trong các thị trường hiệu quả, giá cả trở nên không thể dự đoán được nhưng ngẫu nhiên, vì vậy không có mô hình đầu tư nào có thể được nhận thấy. Một cách tiếp cận có kế hoạch đầu tư, do đó, không thể thành công. "Bước đi ngẫu nhiên" về giá này, thường được nói đến trong trường phái tư tưởng EMH, dẫn đến sự thất bại của bất kỳ chiến lược đầu tư nào nhằm đánh bại thị trường một cách nhất quán. Trên thực tế, EMH gợi ý rằng với các chi phí giao dịch liên quan đến quản lý danh mục đầu tư, sẽ có lợi hơn cho nhà đầu tư khi đưa tiền của mình vào quỹ chỉ số.

### Lý thuyết fractal của Mandelbrot
Năm 1963 Benoit Mandelbrot đã phân tích các biến động của giá bông trên một chuỗi thời gian bắt đầu từ năm 1900. Có hai phát hiện quan trọng. Đầu tiên, biến động giá có rất ít liên quan đến phân phối bình thường trong đó phần lớn các quan sát nằm gần với giá trị trung bình (68% dữ liệu nằm trong một độ lệch chuẩn). Thay vào đó, dữ liệu cho thấy một tần số lớn của các biến thể cực đoan. Thứ hai, các biến thể giá theo các mô hình không phân biệt tỷ lệ: đường cong được mô tả bởi thay đổi giá trong một ngày tương tự như đường cong của một tháng. Đáng ngạc nhiên, những mô hình tự tương tự này đã có mặt trong toàn bộ giai đoạn 1900-1960, một kỷ nguyên bạo lực đã chứng kiến một cuộc Đại khủng hoảng và hai cuộc chiến tranh thế giới. Mandelbrot đã sử dụng lý thuyết fractal của mình để giải thích sự hiện diện của các sự kiện cực đoan ở Phố Wall. Năm 2004, ông đã xuất bản cuốn sách về những hành vi sai trái của thị trường tài chính - Hành vi (Mis) của thị trường: Quan điểm chính xác về rủi ro, hủy hoại và khen thưởng. Ý tưởng cơ bản liên quan đến fractals với thị trường tài chính là xác suất gặp biến động cực đoan (giống như những gì được kích hoạt bởi hành vi bầy đàn) lớn hơn những gì mà trí tuệ thông thường muốn chúng ta tin. Điều này tất nhiên mang đến một tầm nhìn chính xác hơn về rủi ro trong thế giới tài chính. Mục tiêu trọng tâm trong thị trường tài chính là tối đa hóa thu nhập cho một mức độ rủi ro nhất định. Các mô hình tiêu chuẩn cho điều này dựa trên tiền đề rằng xác suất biến động cực đoan của giá tài sản là rất thấp.
Những mô hình này dựa trên giả định rằng biến động giá tài sản là kết quả của một quá trình ngẫu nhiên hoặc ngẫu nhiên được xử lý tốt. Đây là lý do tại sao các mô hình chính thống (như mô hình Black-Scholes nổi tiếng) sử dụng các phân phối xác suất thông thường để mô tả biến động giá. Đối với tất cả các mục đích thực tế, các biến thể cực đoan có thể được bỏ qua. Mandelbrot nghĩ rằng đây là một cách khủng khiếp để xem xét thị trường tài chính. Đối với ông, sự phân phối của biến động giá là không bình thường và có đặc tính của kurtosis, nơi đuôi béo rất nhiều. Đây là một đại diện trung thành hơn của thị trường tài chính: các chuyển động của chỉ số Dow trong một trăm năm qua cho thấy tần suất đáng lo ngại của các phong trào bạo lực. Tuy nhiên, các mô hình thông thường được sử dụng vào thời điểm khủng hoảng tài chính 2008 đã loại trừ các biến thể cực đoan này và coi chúng chỉ có thể xảy ra sau mỗi 10.000 năm. Một kết luận rõ ràng từ công việc của Mandelbrot là quy định lớn hơn trong thị trường tài chính là không thể thiếu. Những đóng góp khác của công việc của ông cho nghiên cứu hành vi thị trường chứng khoán là tạo ra các phương pháp mới để đánh giá rủi ro và tránh sự sụp đổ tài chính không lường trước được.

### Đánh bại thị trường, gian lận và lừa đảo
Bên ngoài giới hàn lâm, tranh cãi xung quanh thời điểm thị trường chủ yếu tập trung vào giao dịch trong ngày được thực hiện bởi các nhà đầu tư cá nhân và vụ bê bối giao dịch quỹ tương hỗ được thực hiện bởi các nhà đầu tư tổ chức trong năm 2003. Truyền thông đưa tin về những vấn đề này đã phổ biến đến mức nhiều nhà đầu tư hiện nay coi thời điểm thị trường là một chiến lược đầu tư đáng tin cậy. Giao dịch nội gián không rõ ràng, gian lận kế toán, tham ô và chiến lược bơm và đổ rác là những yếu tố cản trở đầu tư hiệu quả, hợp lý, công bằng và minh bạch, bởi vì chúng có thể tạo ra báo cáo tài chính và dữ liệu của công ty hư cấu, dẫn đến giá cổ phiếu không nhất quán.
Trong suốt lịch sử thị trường chứng khoán, đã có hàng chục vụ bê bối liên quan đến các công ty niêm yết, phương thức đầu tư chứng khoán và môi giới. Một trường hợp cổ điển liên quan đến giao dịch nội gián của các công ty niêm yết liên quan đến Raj Rajaratnam và công ty quản lý quỹ phòng hộ của nó, Tập đoàn Galleon. Vào thứ Sáu ngày 16 tháng 10 năm 2009, anh ta đã bị FBI bắt giữ và bị buộc tội âm mưu với những người khác trong giao dịch nội gián trong một số công ty giao dịch công khai. Luật sư Hoa Kỳ Preet Bharara đặt tổng lợi nhuận trong chương trình này ở mức hơn 60 đô la   triệu, nói với một cuộc họp báo đó là trường hợp giao dịch nội gián quỹ lớn nhất trong lịch sử Hoa Kỳ. Một gian lận kế toán công khai cũng của một công ty niêm yết liên quan đến Satyam. Vào ngày 7 tháng 1 năm 2009, Chủ tịch Raju đã từ chức sau khi tuyên bố công khai liên quan đến một vụ lừa đảo kế toán lớn. Ramalinga Raju đã được gửi đến nhà tù ở Hyderabad cùng với anh trai và cựu thành viên hội đồng quản trị Rama Raju, và cựu CFO Vadlamani Srinivas. Tại Ý, Calisto Tanzi của Parmalat bị buộc tội gian lận tài chính và rửa tiền vào năm 2008. Người Ý đã bị sốc khi một đế chế rộng lớn và thành lập như vậy có thể sụp đổ nhanh chóng. Khi vụ bê bối được biết đến, giá cổ phiếu của Parmalat tại Sở giao dịch chứng khoán Milan đã giảm. Parmalat đã tự bán các ghi chú liên quan đến tín dụng, thực tế là đặt cược vào giá trị tín dụng của chính mình để tạo ra một tài sản ngoài luồng. Sau khi bị bắt, Tanzi đã thừa nhận trong khi thẩm vấn tại nhà tù San Vittore của Milan, rằng anh ta đã chuyển tiền từ Parmalat sang Parmatour và những nơi khác. Các doanh nghiệp bóng đá và du lịch gia đình là thảm họa tài chính; cũng như nỗ lực của Tanzi để cạnh tranh với Berlusconi bằng cách mua Odeon TV, chỉ bán nó với mức lỗ khoảng 45 triệu euro. Tanzi đã bị kết án 10 năm tù vì tội gian lận liên quan đến sự sụp đổ của nhóm sữa. Bảy bị cáo khác, bao gồm giám đốc điều hành và nhân viên ngân hàng, đã được tha bổng. Tám bị cáo khác đã ra khỏi tòa vào tháng 9 năm 2008 

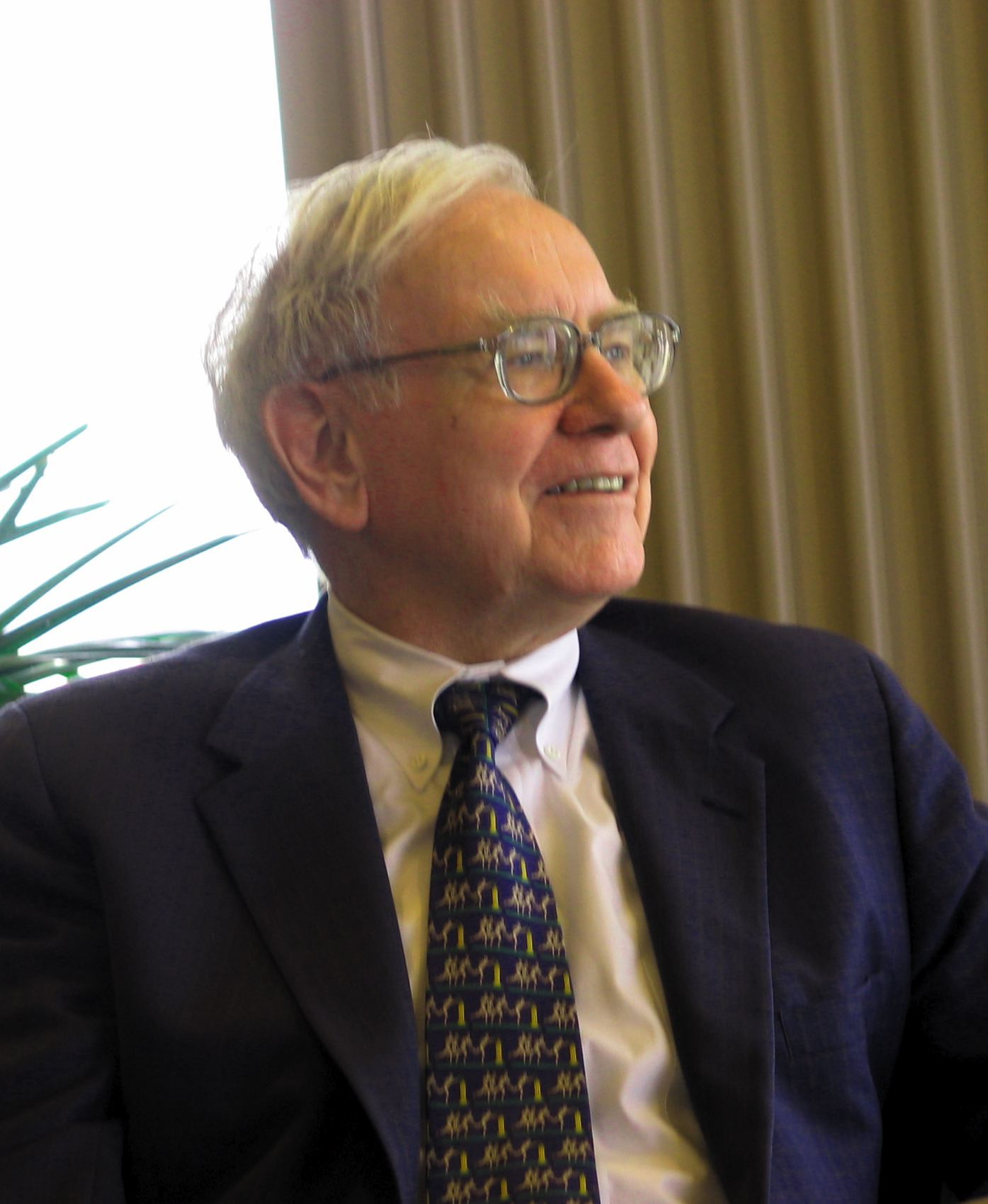
Warren Buffett được biết đến như một trong những nhà đầu tư chứng khoán thành công và có ảnh hưởng nhất trong lịch sử. Cách tiếp cận đầu tư của ông gần như không thể cho các nhà đầu tư cá nhân nhân đôi vì ông sử dụng đòn bẩy và cách tiếp cận dài hạn mà hầu hết mọi người thiếu ý chí và sự giàu có để tuân theo.

Giao dịch trong ngày nằm ở cực cuối của phổ đầu tư từ sự khôn ngoan mua và nắm giữ thông thường. Đây là chiến lược thời gian thị trường cuối cùng. Trong khi tất cả sự chú ý thu hút giao dịch trong ngày dường như cho thấy lý thuyết này là đúng đắn, các nhà phê bình cho rằng, nếu như vậy, ít nhất một người quản lý tiền nổi tiếng sẽ làm chủ hệ thống và tuyên bố danh hiệu " Warren Buffett của giao dịch trong ngày". Danh sách dài các nhà đầu tư thành công đã trở thành huyền thoại trong thời đại của họ không bao gồm một cá nhân duy nhất xây dựng danh tiếng của mình bằng giao dịch hàng ngày.
Ngay cả Michael Steinhardt, người đã thực hiện giao dịch tài sản của mình trong khoảng thời gian từ 30 phút đến 30 ngày, tuyên bố sẽ có một viễn cảnh dài hạn về các quyết định đầu tư của mình. Từ góc độ kinh tế, nhiều nhà quản lý tiền và cố vấn tài chính chuyên nghiệp né tránh giao dịch trong ngày, cho rằng phần thưởng đơn giản là không biện minh cho rủi ro. Cố gắng kiếm lợi nhuận là lý do các nhà đầu tư đầu tư, và mua thấp và bán cao là mục tiêu chung của hầu hết các nhà đầu tư (mặc dù bán khống và bán chênh lệch có cách tiếp cận khác nhau, sự thành công hay thất bại của các chiến lược này vẫn phụ thuộc vào thời điểm).
Các vấn đề với giao dịch quỹ tương hỗ khiến thời gian thị trường trong một ánh sáng tiêu cực xảy ra do các bản cáo bạch được viết bởi các công ty quỹ tương hỗ nghiêm cấm giao dịch ngắn hạn. Bất chấp sự cấm đoán này, khách hàng đặc biệt vẫn được phép làm điều đó. Vì vậy, vấn đề không nằm ở chiến lược giao dịch mà là việc triển khai chiến lược phi đạo đức và không công bằng, cho phép một số nhà đầu tư tham gia vào nó trong khi loại trừ những người khác. Ở một mức độ nào đó, tất cả các nhà đầu tư lớn nhất thế giới đều tin tưởng vào sự thành công của thị trường. Cho dù họ dựa trên quyết định mua-bán của họ về phân tích cơ bản thị trường, phân tích kỹ thuật của các công ty riêng lẻ, trực giác cá nhân hoặc tất cả những điều trên, lý do cuối cùng cho sự thành công của họ liên quan đến việc giao dịch đúng thời điểm. Trong hầu hết các trường hợp, những quyết định đó liên quan đến thời gian kéo dài và dựa trên chiến lược đầu tư mua và nắm giữ. Đầu tư giá trị là một ví dụ rõ ràng, vì chiến lược này dựa trên việc mua các cổ phiếu giao dịch với giá thấp hơn giá trị nội tại của họ và bán chúng khi giá trị của chúng được ghi nhận trên thị trường. Hầu hết các nhà đầu tư giá trị được biết đến với sự kiên nhẫn của họ, vì các cổ phiếu bị định giá thấp thường bị định giá thấp trong thời gian đáng kể.
Một số nhà đầu tư chọn một sự pha trộn của các yếu tố kỹ thuật, cơ bản và môi trường để ảnh hưởng đến nơi và khi họ đầu tư. Các chiến lược gia này từ chối lý thuyết đầu tư 'cơ hội', và quy mức lợi nhuận cao hơn của họ cho cả sự sáng suốt và kỷ luật. 

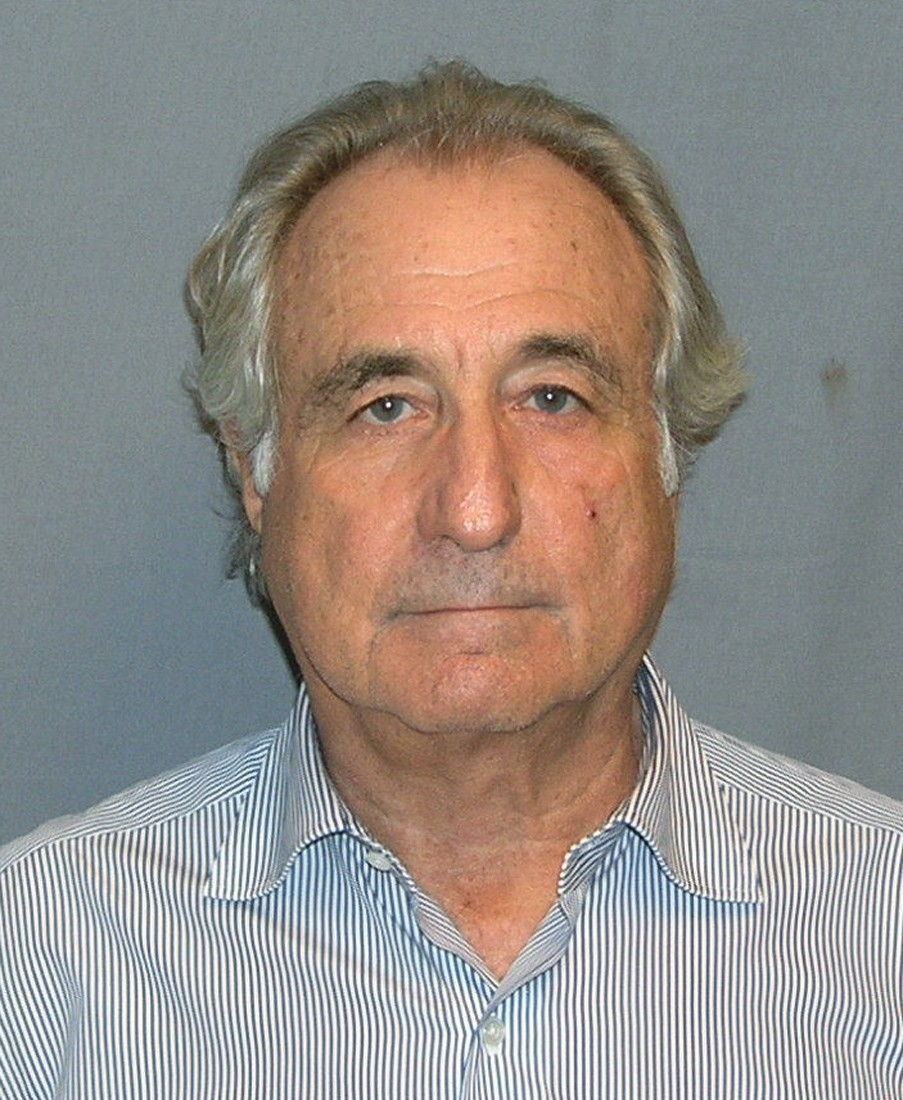
Bernard Madoff tuyên bố kiếm tiền bằng cách giao dịch; trong thực tế, tất cả chỉ là hư cấu (xem mô hình Ponzi).

Thất bại tài chính và những câu chuyện không thành công liên quan đến giao dịch chứng khoán rất nhiều. Mỗi năm, rất nhiều tiền bị lãng phí trong các ấn phẩm và khóa học không được kiểm duyệt (và phần lớn không được kiểm soát) bởi những người đáng tin cậy đã bị thuyết phục và lấy hóa đơn, hy vọng làm giàu bằng cách giao dịch trên thị trường. Điều này cho phép quảng bá rộng rãi các phương thức giao dịch không chính xác và chưa được chứng minh cho cổ phiếu, trái phiếu, hàng hóa hoặc Forex, đồng thời tạo ra doanh thu lớn cho các tác giả, cố vấn và chuyên gia giao dịch tự xưng. Hầu hết các nhà quản lý tiền hoạt động tạo ra lợi nhuận kém hơn một chỉ số, chẳng hạn như S & P 500.
Đầu cơ vào cổ phiếu là một công việc đầy rủi ro và phức tạp vì hướng đi của thị trường được coi là không thể đoán trước và thiếu minh bạch, đôi khi các cơ quan quản lý tài chính đôi khi không thể phát hiện, ngăn chặn và khắc phục bất thường các công ty niêm yết độc hại hoặc những người tham gia thị trường tài chính khác. Ngoài ra, thị trường tài chính có thể bị đầu cơ. Điều này không làm mất hiệu lực những câu chuyện có thật và có thật về những thành công lớn và khả năng sinh lời nhất quán của nhiều nhà đầu tư cá nhân và tổ chức đầu tư chứng khoán trong lịch sử.